# Alakamisy Itenina
Alakamisy Itenina est une commune rurale malgache située dans la partie est de la région de la Haute Matsiatra.

## Personnalités liées à la commune
Le groupe vocal malgache de yéyé francophone Les Surfs y sont nés.